# Malstedt
Malstedt ist ein Ortsteil der Gemeinde Deinstedt, Landkreis Rotenburg (Wümme) in Niedersachsen. Malstedt ist ein Bioenergiedorf.

## Geografie
Malstedt liegt im Zentrum des Elbe-Weser-Dreiecks, nahe den größeren Städten Bremervörde, Zeven und Apensen. Die Bever durchfließt den Ort.
| Hesedorf, Bremervörde 7 km, 11 km              | Byhusen, Bremervörde 2 km, 5 km             | Aspe (Kutenholz), Fredenbeck 7 km, 14 km |
| Bevern, Minstedt, Spreckens 4 km, 10 km, 11 km | Kompassrose, die auf Nachbargemeinden zeigt | Farven, Harsefeld 6,5 km, 17 km          |
| Deinstedt, Selsingen, Rhade 4 km, 7 km, 15 km  | Anderlingen, Heeslingen 6 km, 13 km         | Steddorf, Sittensen 13 km, 22 km         |

## Geschichte
Erstmalige Erwähnung Malstedts als Malstede ist in einer Urkunde der Bremer Erzbischöfe Adalbero und Gerhard I. auf das Jahr 1132 datiert. Nach geschichtlichen Überlieferungen im Zeitraum des 12. und 15. Jahrhunderts befand sich Malstedt, und die zu dem Zeitpunkt geringe Anzahl der Höfe, im Besitz des Klosters St. Georg zu Stade und dem Kloster Harsefeld. Ebenfalls wird um das 15. Jahrhundert herum beschrieben, das die Burg Vörde ein Recht auf Viehabgabe und Hofdienste besitzt.
Nach nicht genauer bekannten Überlieferungen existierte in Malstedt etwa Anfang des 16. Jahrhunderts eine Kapelle mit einer Glocke des Glockengießers Hinrich Kock. Die Glocke wurde zwischenzeitlich an die Selsinger Kirche abgegeben und dient seit 1936 als Dorfglocke von Byhusen.
Vor 1885 gehörte Malstedt zur Börde Selsingen im Amt Zeven, danach bis 1977 zum Kreis Bremervörde, der im Landkreis Rotenburg (Wümme) aufging. Von 1967 bis 1974 gehörte Malstedt als selbstständige Gemeinde der Samtgemeinde Selsingen an, wurde aber zum 1. März 1974 im Zuge der Gebietsreform in die Nachbargemeinde Deinstedt eingegliedert.

### Einwohnerentwicklung
| Jahr | Einwohner            |
| ---- | -------------------- |
| 1824 | 10 Feuerstellen      |
| 1848 | 129 Leute, 24 Häuser |
| 1885 | 148                  |

## Kultur und Sehenswürdigkeiten
- Denkmalgeschütztes Wohn- und Wirtschaftsgebäude Zum Hollen 3 von 1774 als Zweiständer-Hallenhaus in Fachwerk
- Denkmal der Gefallenen im Deutsch-Französischen Krieg sowie in den beiden Weltkriegen beim Friedhof
- Malstedter Wassermühle von 1132 am Mühlenteich an der Bever.[2]

## Wirtschaft und Infrastruktur

### Verkehr
Malstedt ist durch die angrenzende Kreisstraße K118 an das überregionale Verkehrsnetz angeschlossen. Durch das Ortsgebiet führen des Weiteren die „Deinsteder Straße“ und die „Farvener Straße“, welche die gleichnamigen Orte mit Malstedt verbinden. Durch die „Hauptstraße“ besteht eine Verbindung zum etwa 2 km entfernten Byhusen.

### Bioenergiedorf
Malstedt ist ein Bioenergiedorf und versorgt sich selbst, aber auch andere Ortschaften mit erneuerbarer Energie. Die Energieerzeugung geschieht durch eine von 15 Landwirten betriebene Biogasanlage.

### Einrichtungen, Vereine
- Dorfgemeinschaftshaus Alte Schmiede: 2010 begannen die Umbauarbeiten. Die Einweihung fand  2011 statt. Regelmäßig finden hier Veranstaltungen statt, man kann die alte Schmiede auch privat für Feiern und Ähnliches mieten.[6]
- Dorfgemeinschaft Malstedt (DGM) von 1993, fördert das Zusammenleben im Ort und organisiert diverse Veranstaltungen.[7]

### Kirche
Malstedt ist evangelisch-lutherisch geprägt und gehört zum Kirchspiel der St.-Lamberti-Kirche in Selsingen.